# 芹洋子
芹洋子（1951年3月10日—），本名（本姓），日本流行乐女歌手，代表作有《四季之歌》。

## 生平

### 基本情况
芹洋子原名善利洋子，1951年3月10日出生在日本大阪府東大阪市，毕业于八尾市立清友高等学校（後更名「清友学園高等女学校」），1981年婚後随夫姓伊東。出道时取艺名爲芹洋子。1981年诞下女儿伊东亚美。

### 演艺经历
芹洋子是从童星起家的。她小学四年级就出演电视节目，六年级参加电视歌唱竞赛，中学三年级时参加NTV的《味之素轻松音乐学园》，并取得良好成绩。

芹洋子于1969年正式出道，发售了专辑《野地玫瑰花正艳》（野に咲く薔薇のように）。1972年，芹洋子演唱了由詞作家荒木豐久改编自日本民歌的《四季之歌》，销量突破百万纪录，使芹洋子达到事业巅峰。

### 中日情缘
1981年，芹洋子作为中日文化交流音乐大使，到北京公演多达12场，成为第一个到北京公演的日本歌手。她多次演唱的《四季之歌》，也因此成为20世纪80年代的红遍中国大陆南北的歌曲。时任中华全国青年联合会主席、日後成为中国共产党中央委员会总书记的胡锦涛还特意挑选了一件红色中式上装作为礼物送给芹洋子的随行女儿伊东亚美，据芹洋子表示「为了将礼物亲手交给孩子，他在我们住的地方一等就是整整一小时」，让芹洋子母女感动。此後，芹洋子也多次来华演出。

### 遭遇车祸
1992年，一起交通事故，致使芹洋子创伤性蛛网膜下腔出血以及逆行性失憶症。据称她甚至忘了自己的歌曲，这给她的事业带来极大的打击。